# NFAT5
Le NFAT5 est un facteur de transcription faisant partie de la famille des NFAT (« nuclear factor of activated T cells »). Son gène est NFAT5 situé sur le chromosome 16 humain.

## Rôles
Il régule la réaction au stress osmotique. Il est également activé par plusieurs autres facteurs, indépendant de l'osmose, comme la xanthine oxydase permettant une activation des macrophages. Il augmente l'expression des récepteurs de type Toll et de l'interleukine 6.
L'expression du NFAT5 est inhibé par les dérivés réactifs de l'oxygène.

## En médecine
Le NFAT5 favorise la prolifération synoviale et l'angiogenèse dans les arthrites inflammatoires. Dans ce type d'atteinte, il confère aux macrophages une résistance à l'apoptose par l'intermédiaire d'une augmentation de la sécrétion du CCL2.